# 麥齊光涉貪案
麥齊光涉貪案，是指前香港發展局局長麥齊光及路政署助理署長曾景文涉嫌觸犯《防止賄賂條例》而被廉政公署檢控的事件。二人一度被判串謀詐騙罪成，最終上訴得直。

## 背景
早年的公務員，由於沒有自置單位津貼，只有租金津貼。於是有不少公務員以互租物業的形式把租金津貼變成居住津貼。只要該津貼物業並非該公務員及其親屬擁有，是沒有問題的。
但如果該單位是自己及其親屬的，則不符合資格申領租金津貼。隱瞞該單位是自己及其親屬的而申領租金津貼，更屬於犯罪行為。十多年前，當時的稅務局署理局長單羅玉蓮被控在1983年任職總評稅主任時，向政府申請「自行租屋津貼」租住香港和富道和富中心的單位，該物業是由一間名的空殼公司持有，而其夫單鑑泉在有財務利益，被控違反防止賄賂條例，在2000年12月而被判有罪。需要交回騙取的租金津貼。而其夫兩年後被勒令退休。

## 爆發
2012年7月1日，麥齊光履任香港發展局局長。同月5日，《蘋果日報》獨家揭發他在1980年代任職香港公務員時，曾經與職級相若的公務員在1986年至1988年27個月內期間，互相租住對方擁有的名下北角城市花園9座21樓E室及22樓E室住宅單位，藉以申請領取香港公務員房屋津貼。翌日報導提及另一涉事公務員為現任路政署助理署長曾景文。7月7日又被《蘋果日報》揭發兩人又簽署賣樓授權書，互相授權對方可以出售自己的單位並可以自行決定價錢、何時出售等，彷彿像是該單位的真正業主一樣，令人質疑租客才是真正業主。

## 回應及下台
麥齊光回應傳媒查詢時承認有互租單位以賺取政府租金津貼，並強調做法依足當年政府指引，沒有違規和不屬於個人操守問題；聲稱當年買樓排隊時巧遇曾景文，因對方是公務員而值得信賴，所以將單位租與他，反之曾景文的單位則租與麥齊光，在此情況下雙方均符合資格申領租金津貼。
公務員事務局局長鄧國威表示，以租金津貼互租單位，而該租住單位的業主並非申領津貼者，此舉並沒有違法，問題在於售樓時的「租客」授權書，是信託文件之一，授權「租客」出售單位；以及出售物業後的資金去向。
7月12日下午，受到事件影響，香港政府宣佈，麥齊光提出辭任發展局局長一職，暫由財政司司長曾俊華兼任，但由於國務院仍未依據行政長官的建議免去麥齊光的發展局局長職務，所以理論上麥齊光仍是發展局局長，但麥齊光成為香港特別行政區成立以來，任期最短的局長，以及一個在任中被拘捕的主要官員。一小時後，廉政公署發表聲明指，已經拘捕一名首長級官員（即麥齊光）、一名助理署長及另外兩名人士（即曾景文與麥、曾二人的妻子）。
麥齊光請辭後，《蘋果日報》再次揭發麥齊光與曾景文二人曾經合寫論文，不相信排隊買樓時巧遇說法，相信關係並不簡單。

## 落案及判刑
廉政公署於2012年10月17日落案麥齊光和曾景文合共6項罪名，包括同被控一項串謀詐騙香港政府罪名，以及分別被控兩項和3項代理人使用文件意圖欺騙主事人罪名，涉嫌詐騙租屋津貼合共逾70萬港元。案件經7個多月審理，二人於2013年6月24日被裁定6項罪名全部成立，於同年8月8日於區域法院，被判監禁8個月，緩刑2年。

## 上訴得直
2014年10月9日，2人向高等法院上訴法庭提出上訴，但於同年11月14日被駁回。2015年5月9日，2人向再終審法院提出上訴。最終，終審法院於2016年1月6日裁定2人上訴得直，撤銷串謀詐騙的定罪。
終審法院的書面判詞指，辯方提出在1990年（即係租金津貼完結之後）麥與曾先至有一個互換單位的協議，解釋了最終出售對方名下物業及獲取財務利益的原因，并且提交了當時二人清晰指示律師樓準備相關信託文件的傳真件，而控方證據無法排除這一可能性。

## 事件影響
麥齊光在上任不足12日後辭職甚至被拘捕，對飽受各方攻擊的梁振英政府來說造成很大的打擊。
- 公民黨黨魁梁家傑表示，梁振英班子上任僅僅十多天就有官員辭職，反映其班子的誠信存有很大問題，日後施政亦會舉步為艱[15]。
- 林鄭月娥在第二次落區時曾表示認識麥齊光是個正直的人，所以極力支持麥齊光，並說應該要給麥齊光回應云云，不出數天，麥齊光被拘捕及辭職。當時《蘋果日報》分析認為林鄭月娥的公信力可能會大趺，更以為曾鈺成會成為北京「B計劃」的人選[16]。

## 各方意見
- 《光明頂》陶傑認為，麥齊光20年前的材料如何能被傳媒發掘出。此謂「射人先射馬」，意為圍堵新政府的威信。
- 李怡認為麥齊光下台梁振英陳茂波是最大得益者。[17]